# Bezirk Sokołów
Bezirk Sokołów – dawny powiat (Bezirk) kraju koronnego Królestwo Galicji i Lodomerii, funkcjonujący w latach 1854–1867. Siedzibą starostwa było miasteczko Sokołów (Sokołów Małopolski).

## Historia
Bezirk Sokołów utworzono w ramach reformy uwłaszczeniowej z okresu Wiosny Ludów (1848–1849), która likwidowała jurysdykcję właściciela ziemskiego nad poddanymi. W Galicji, dominium – jako podstawowa jednostka administracyjna i filar systemu feudalnego straciło rację bytu. Konieczne stało się zatem wprowadzenie nowego systemu administracyjnego, którego zręby powstały w latach 1851–1855. Nowy trójstopniowy podział administracyjny objął 21 cyrkułów (niem. Kreise), 179 małych powiatów (niem. Bezirke) i ponad 6000 gmin (niem. Gemeinde). 
Bezirk Sokołów objął obszar o wielkości 6,4 mil², zamieszkany przez 26.924 ludzi i podzielony na 23 gminy katastralne, w tym jedno jedno miasteczko (Sokołów). Wszedł w skład cyrkułu rzeszowskiego, jako jeden z jego jedenastu powiatów.
Po nadaniu Galicji autonomii oraz powołaniu samorządu gminnego i powiatowego w 1865 zlikwidowano cyrkuły (Kreise). Dotychczasowe małe powiaty (Bezirke) w liczbie 179, utrzymały się do 1867 roku, kiedy to w następstwie kolejnej reformy administracyjnej (23 stycznia 1867) zostały zastąpione przez 74 większych powiatów.  Obszar zniesionego Bezirk Sokołów wszedł wtedy głównie w skład nowego powiatu kolbuszowskiego oraz częściowo powiatu rzeszowskiego (jedynie ekstremalnie południowa gmina Stobierna).

## Podział administracyjny (1854)
| Lp. | Gmina jednostkowa                 | Powierzchnia | Ludność | Powiat w 1867 po zniesieniu |
| --- | --------------------------------- | ------------ | ------- | --------------------------- |
| 1   | Sokołów (m)                       | 2630         | 3463    | kolbuszowski                |
| 2   | Nienadówka                        | 4100         | 2165    | kolbuszowski                |
| 3   | Górno, Zaborze i Dołęga           | 2300         | 912     | kolbuszowski                |
| 4   | Wólka Sokołowska i Rękaw          | 2240         | 840     | kolbuszowski                |
| 5   | Turza                             | 2205         | 540     | kolbuszowski                |
| 6   | Trzebuska, Kąty i Zamysłów        | 3450         | 977     | kolbuszowski                |
| 7   | Trzeboś                           | 2775         | 1666    | kolbuszowski                |
| 8   | Stobierna                         | 3071         | 1277    | rzeszowski                  |
| 9   | Wola Raniżowska                   | 5870         | 3095    | kolbuszowski                |
| 10  | Wilcza Wola ze Spiami i Zmysłowem | 7970         | 2052    | kolbuszowski                |
| 11  | Raniżów                           | 3555         | 993     | kolbuszowski                |
| 12  | Raniżów-Kolonia                   | 3555         | 297     | kolbuszowski                |
| 13  | Mazury                            | 2000         | 1259    | kolbuszowski                |
| 14  | Markowizna                        | 830          | 550     | kolbuszowski                |
| 15  | Staniszewskie                     | 1090         | 811     | kolbuszowski                |
| 16  | Zielonka                          | 3930         | 815     | kolbuszowski                |
| 17  | Dzikowiec z Dymarką               | 3430         | 1180    | kolbuszowski                |
| 18  | Płazówka i Kąty                   | 3430         | 262     | kolbuszowski                |
| 19  | Wildenthal                        | 3430         | 341     | kolbuszowski                |
| 20  | Kopcie                            | 1840         | 514     | kolbuszowski                |
| 21  | Wola Rusinowska                   | 2900         | 876     | kolbuszowski                |
| 22  | Lipnica z Jeziorkiem              | 6715         | 1809    | kolbuszowski                |
| 23  | Rusinów z Koziołkiem              | 825          | 230     | kolbuszowski                |

Objaśnienie:
(M) = miasto; (m) = miasteczko